# Jan Ferdynand Nax
Jan Ferdynand Nax pseud. Sandomierzanin, (ur. 11 lub 2 kwietnia 1736 w Gdańsku, zm. 19 stycznia 1810 w Warszawie) – polski architekt, publicysta i ekonomista.

## Życiorys
Nax był gdańszczaninem. Urodził się 11 lub 2 kwietnia 1736, w rodzinie mieszczańskiej wyznania ewangelicko-augsburskiego, jako syn kapitana Milicji Gwardii Gdańskiej. Studiował matematykę, fizykę oraz botanikę. Dzięki dostępowi do warszawskiej Biblioteki Załuskich pogłębiał swą wiedzę w zakresie architektury i hydrauliki,
Badał poziom spławności polskich rzek oraz projektował kanały wodne, np. w 1775 przedstawił projekt kanału Luciąża - Widawka. Był autorem projektu rozbudowy gospodarczej kraju, zwłaszcza przemysłu, handlu i rzemiosła. Od 1778 roku pełnił funkcję architekta królewskiego. Jego dziełem jest przebudowa w stylu wczesnoklasycystycznym pałaców w Szczekocinach, Kurozwękach i Nałęczowie. Poglądami i działalnością praktyczną był związany z królewskim  obozem reform. Posiadał gruntowną wiedzę z dziedziny nauk ścisłych.
W poglądach ekonomicznych Naxa można zauważyć wpływy późnego merkantylizmu (zwłaszcza jego odmiany francuskiej, czyli kolbertyzmu) oraz pewne idee przypominające angielskich prekursorów szkoły klasycznej. Nax rozumiał konieczność reform oraz podniesienia z upadku rolnictwa. Postulował nadanie chłopom wolności osobistej oraz wprowadzenie oczynszowania. Wierzył on, że oczynszowanie chłopów pobudzi ich do wydajniejszej pracy, co przyniesie korzyści całemu społeczeństwu.
Krytykował on poglądy fizjokratów i przeczył tezie, mówiącej o tym, że tylko produkcja rolna daje czysty zysk. Zwalczał hasła liberałów oraz zalecał interwencje państwowe w handlu zagranicznym. Popierał swobodne kształtowanie się stopy procentowej, w czym podobny był do prekursorów angielskiej szkoły klasycznej.

## Twórczość
Jest autorem pracy Wykład początkowych prawideł ekonomiki politycznej z 1790 roku. O tym, że pragnął on wykorzystywać teorie ekonomiczne do celów praktycznych związanych z naprawą kraju świadczy chociażby podtytuł wspomnianej pracy: Z przystosowaniem przepisów gospodarstwa narodowego do onego wydźwignienia i polepszenia stosownie do aktualnego stanu, w którym rzeczy zostają.

### Ważniejsze dzieła
1. Uwagi nad uwagami, czyli obserwacje nad książką, która w roku 1785 wyszła pod tytułem Uwagi nad życiem Jana Zamoyskiego, kanclerza i hetmana w. kor., Warszawa 1789 (wyd. anonimowe); wyd. następne: wyd. K. J. Turowski, Kraków 1861 "Biblioteka Polska" seria 5, zeszyt 17-18
2. Wykład początkowych prawideł ekonomiki politycznej z przystosowaniem przepisów gospodarstwa narodowego do onego wydźwignienia i polepszenia, stosownie do aktualnego stanu, w którym rzeczy zostają, Warszawa 1790 (z przedmową podpisaną nazwiskiem autora); wyd. następne: Warszawa 1914 "Biblioteka Dzieł Społeczno-Ekonomicznych Seria I: Ekonomiści polscy" nr 8 (ze wstępem Żelisława Grotowskiego pt. Rzut oka na stosunki gospodarcze w Polsce pod koniec XVIII stulecia).

Naxowi przypisuje się także autorstwo korespondencji i artykułów drukowanych pod pseudonimem Sandomierzanin w czasopiśmie "Dziennik Handlowy" 1787-1788, a ponadto artykułu O spławności rzek polskich w "Pamiętniku Historyczno-Politycznym" 1785, t. 1, s. 317-323. W wieku XIX ogłaszał swe prace także w "Dzienniku Ekonomicznym Zamojskim" (1803-1804, korespondencje) i w "Pamiętniku Warszawskim" (tu: O spławności i połączeniu niektórych rzek krajowych, 1809 nr 10).
Kilka rękopisów prac Naxa znajduje się w Archiwum Głównym Akt Dawnych (Akta TPN nr 17 i 28C).

### Wydania zbiorowe
- Wybór pism. Wyboru dokonał i wstępem opatrzył W. Sierpiński, Warszawa 1956; zawartość: Ważniejsze dzieła poz. 1-2; artykuły i korespondencje Sandomierzanina z "Dziennika Handlowego".

## Dzieła

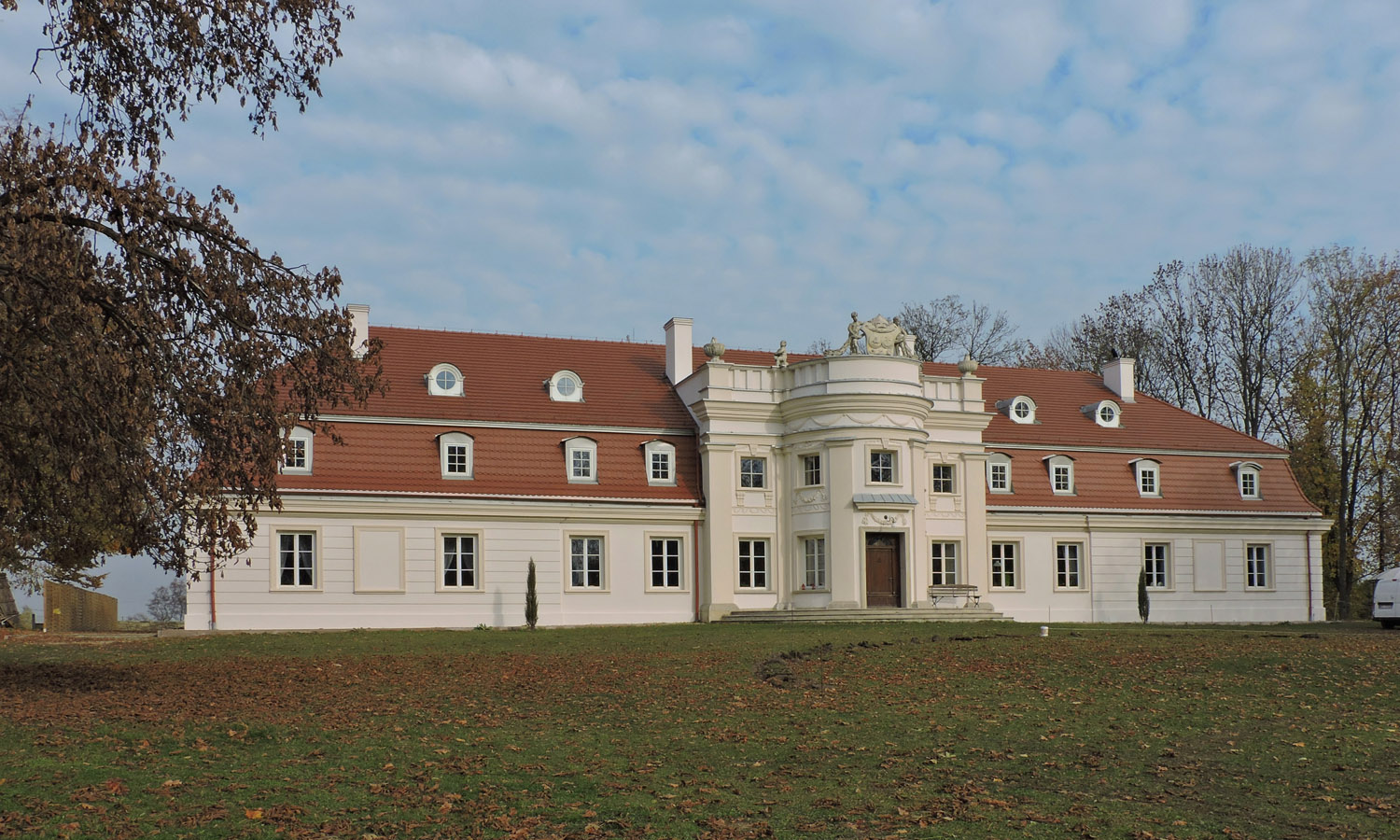
Pałac w Rusinowie
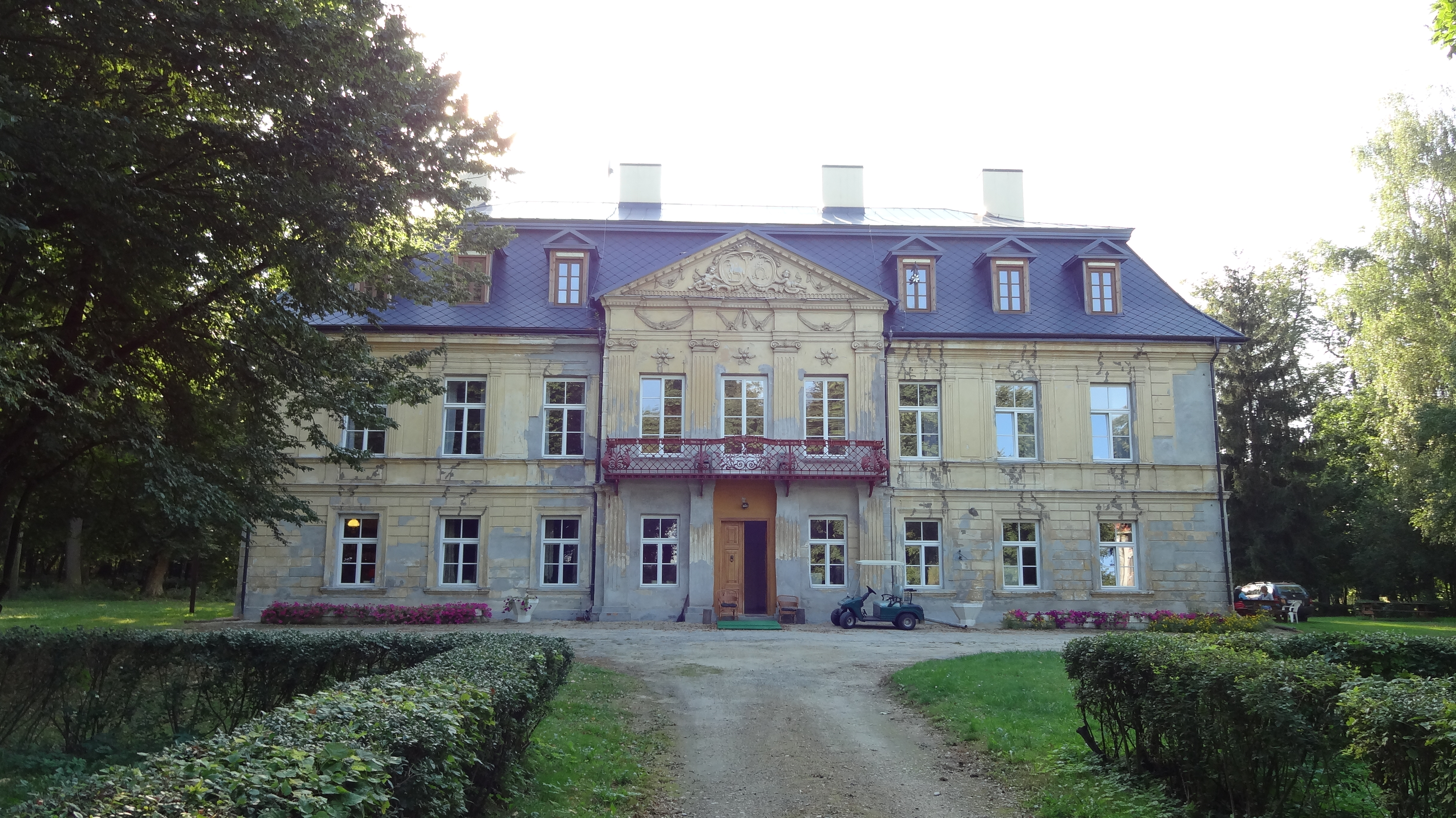
Pałac w Nakle
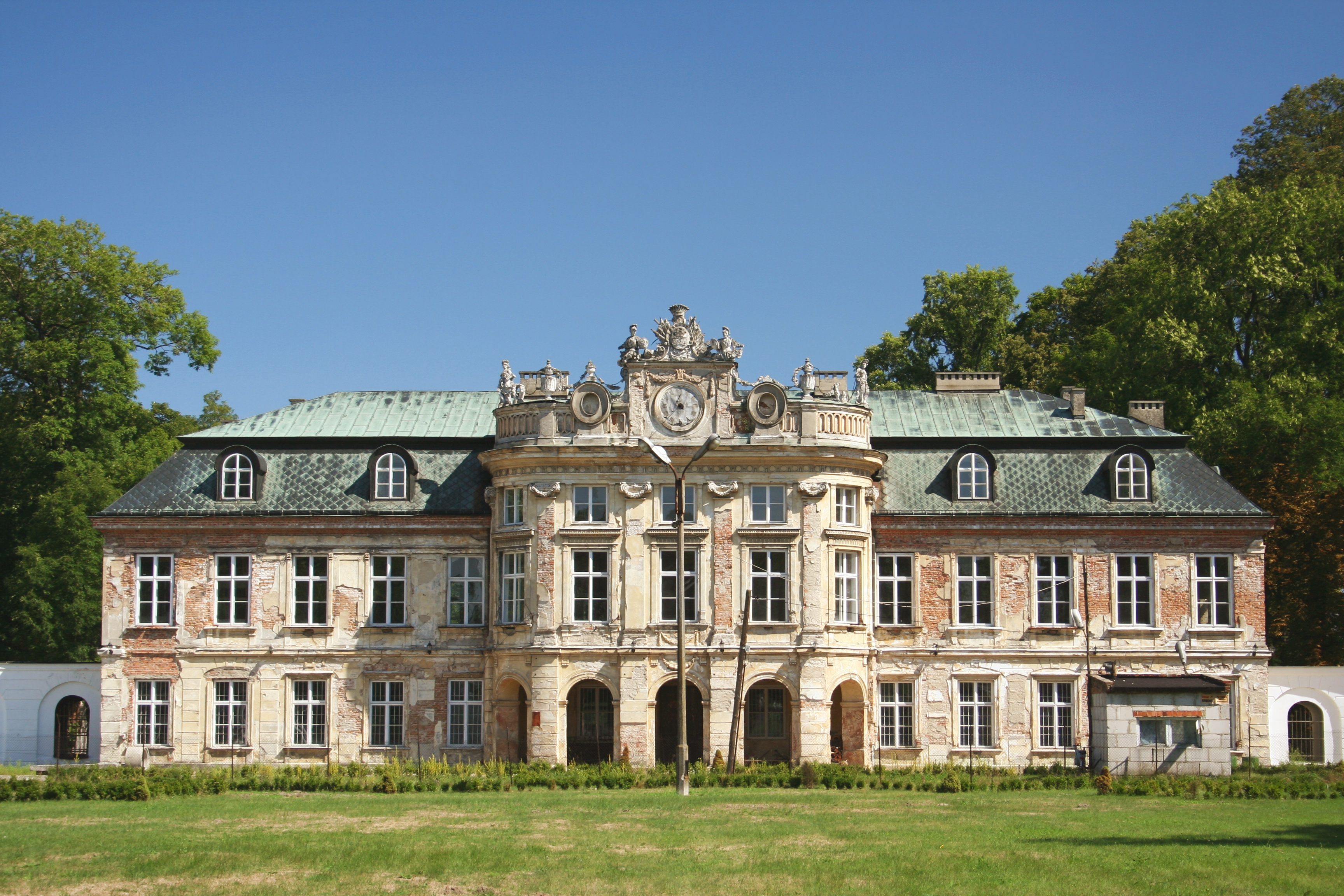
Pałac Dembińskich w Szczekocinach (przebudowa)
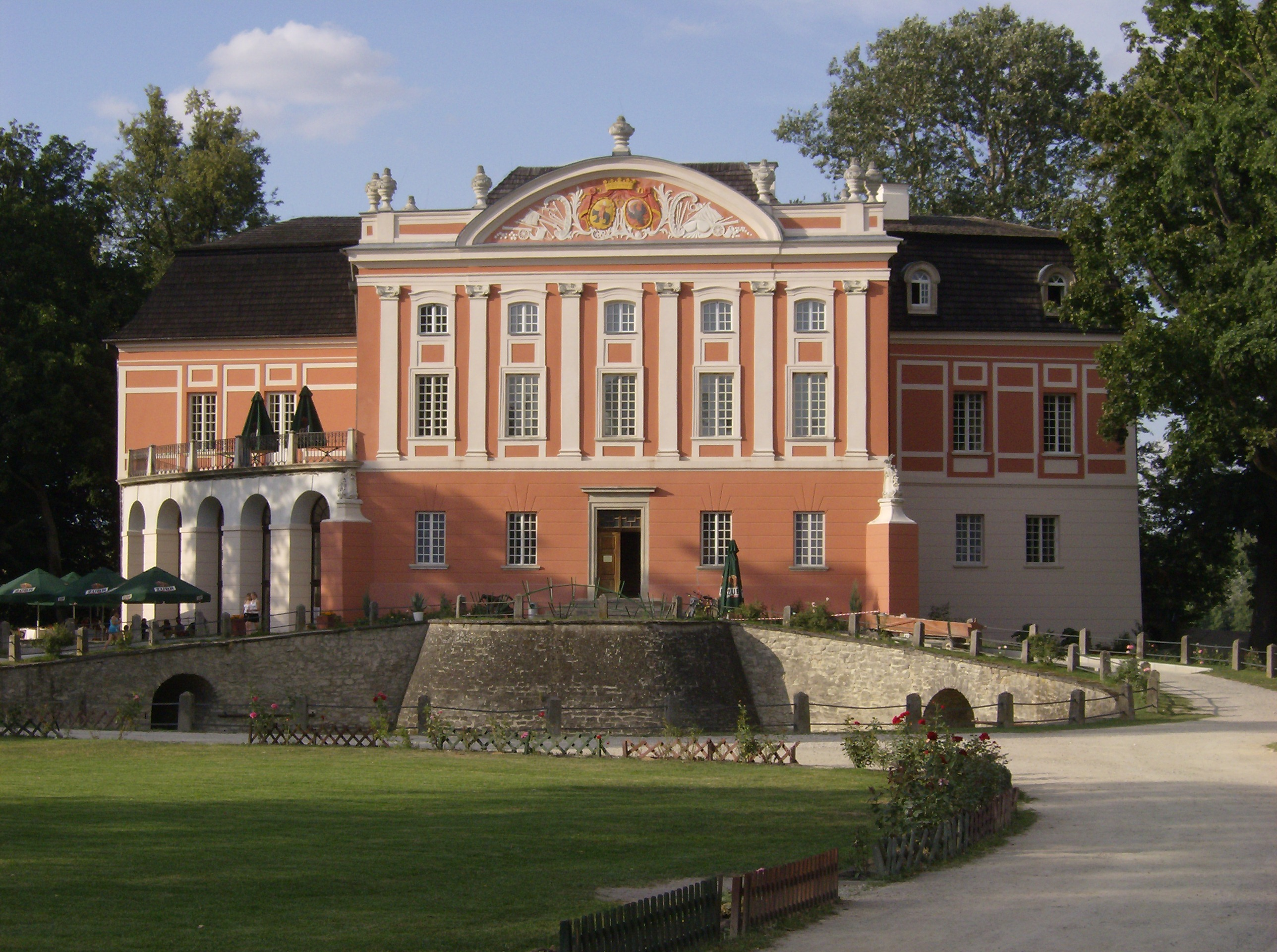
Pałac w Kurozwękach (przebudowa)
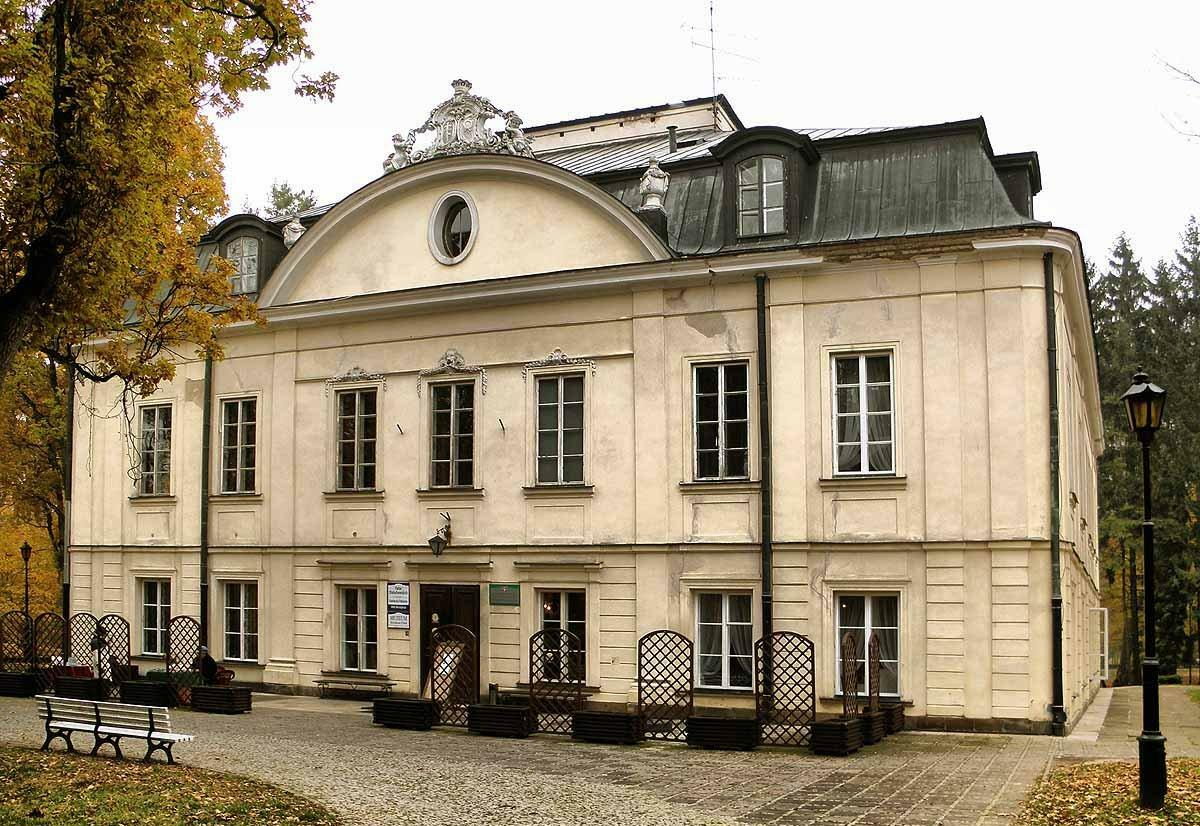
Pałac Małachowskich w Nałęczowie (przebudowa)
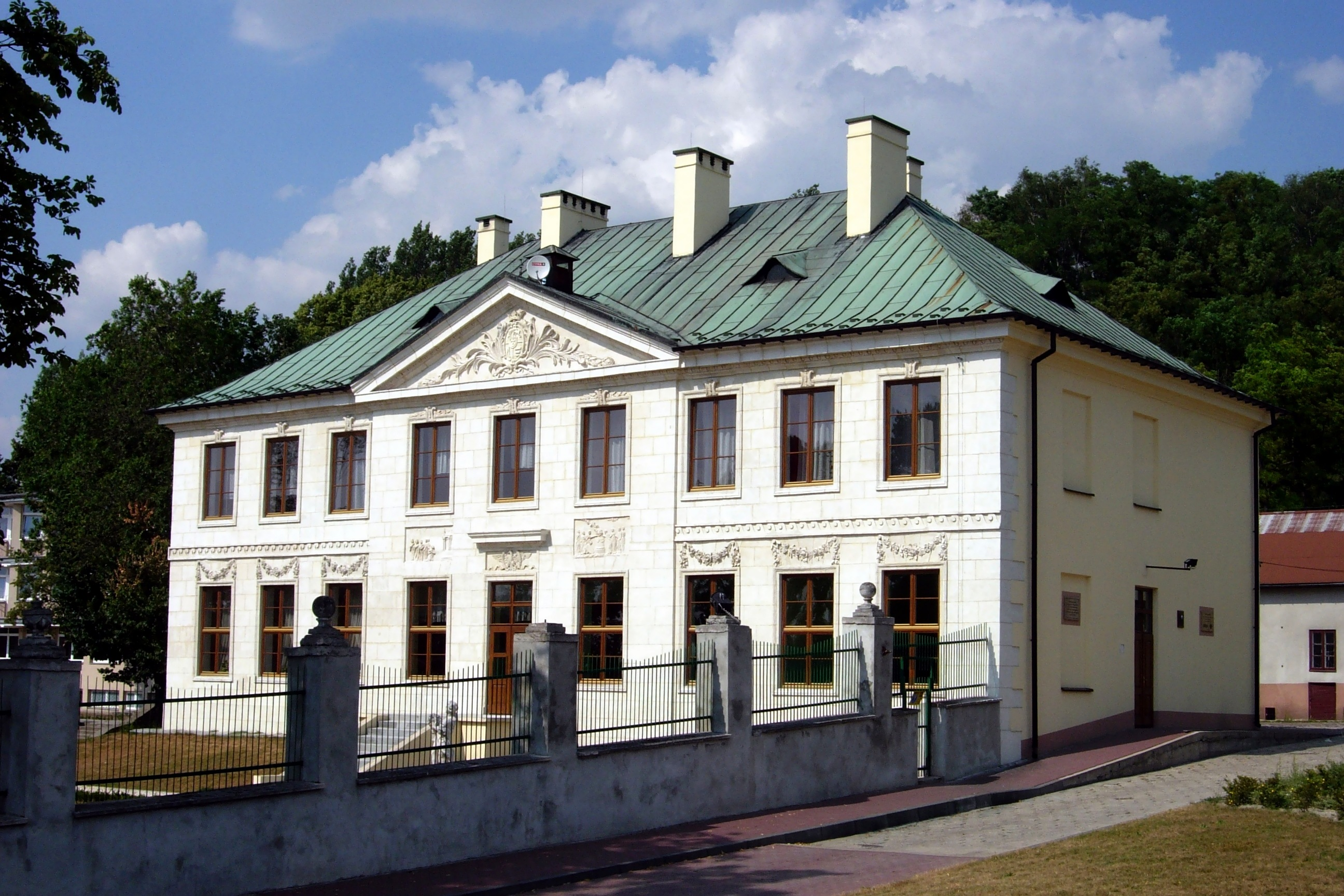
Pałac Wielopolskich w Pińczowie (prawdopodobnie według jego projektu)
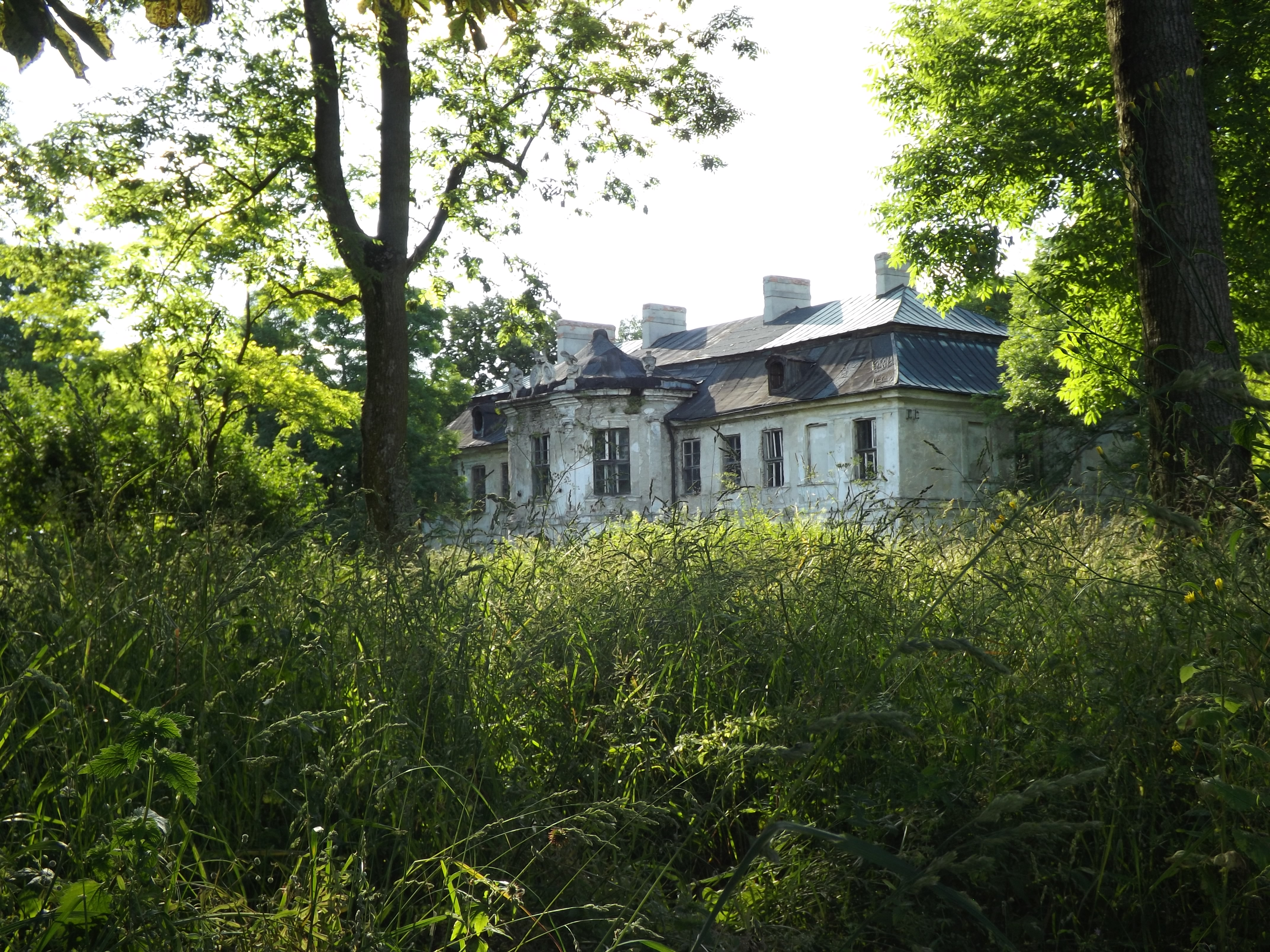
Pałac w Śladkowie Dużym (przebudowa prawdopodobnie według jego projektu)